# Piotr Niemczyk
Piotr Franciszek Niemczyk (ur. 18 czerwca 1962 w Warszawie) – polski urzędnik państwowy, polityk i przedsiębiorca, działacz opozycji w okresie PRL, ekspert z zakresu bezpieczeństwa, w latach 1993–1994 zastępca dyrektora Zarządu Wywiadu Urzędu Ochrony Państwa, w 2001 podsekretarz stanu w ministerstwie gospodarki.

## Życiorys

### Działalność w okresie PRL
W latach 1981–1987 studiował na Wydziale Prawa i Administracji Uniwersytetu Warszawskiego, pracował później w redakcji „Powściągliwości i Pracy”.
Od końca lat 70. współpracował z opozycją demokratyczną. W czasach pierwszej „Solidarności” redagował dla opozycji specjalistyczny biuletyn analizujący informacje zawarte w materiałach publikowanych dla administracji PRL. W 1981 był członkiem redakcji „Gazety Strajkowej”. W latach 1982–1985 drukował i kolportował wydawnictwa podziemne, w tym „Tygodnik Mazowsze”. Rozpracowywany przez funkcjonariuszy Służby Bezpieczeństwa w ramach spraw operacyjnego rozpracowania „Pionek”, „WiP” i „Alternatywa”. Z powodów politycznych zatrzymywany na okres do 48 godzin. Dwukrotnie był tymczasowo aresztowany – w lipcu 1983 i od lutego do września 1986, zwolnienia uzyskiwał na mocy amnestii. W 1985 był jednym z założycieli Ruchu Wolność i Pokój, organizował także wydawane przez tę organizację pismo „Serwis Informacyjny WiP”. Między 1988 a 1990 pełnił funkcję kierownika prasowego NSZZ „Solidarność” Pomorza Zachodniego w Szczecinie.

### Działalność w III RP
W 1990 pełnił funkcję szefa szczecińskiego oddziału „Gazety Wyborczej” i redaktora naczelnego lokalnego dodatku tej gazety.
W maju tego samego roku za namową Andrzeja Milczanowskiego trafił do tworzącego się UOP. Wraz z grupą opozycjonistów (tj. Bartłomiej Sienkiewicz, Konstanty Miodowicz, Wojciech Brochwicz, Kazimierz Mordaszewski) zajmował się tworzeniem struktur urzędu. Współtworzył Biuro Analiz i Informacji UOP. Był też członkiem komisji weryfikacyjnej pracowników UOP. Wraz z Konstantym Miodowiczem odpowiadał za zbudowanie kadry analitycznej UOP Od 1990 do 1992 pełnił funkcję dyrektora BAI.
Według Lecha Kaczyńskiego w 1992 wydał instrukcję 0015/92. Na jej mocy UOP miał jakoby inwigilować środowisko polskiej prawicy, przede wszystkim polityków Porozumienia Centrum. Politycy prawicy przez lata utrzymywali, jakoby instrukcja dała też UOP narzędzia do przeprowadzania operacji specjalnych wymierzonych przeciwko partiom, związkom zawodowym czy aktywistom. W 2010 Sąd Okręgowy w Warszawie, rozpoznając pozew Piotra Niemczyka przeciwko jednemu z dziennikarzy o naruszenie dóbr osobistych, uwzględnił powództwo, uznając m.in., że instrukcja 0015/92 nie pozwalała na inwigilację prawicy.
W latach 1993–1994 Piotr Niemczyk pracował jako zastępca dyrektora Zarządu Wywiadu UOP. Był także ekspertem sejmowej Komisji ds. Służb Specjalnych (1998–2001), doradcą ministra spraw wewnętrznych i administracji (2000–2001) oraz podsekretarzem stanu w Ministerstwie Gospodarki (2001).
Po odejściu ze służb specjalnych zajął się doradztwem z zakresu bezpieczeństwa i wywiadu konkurencyjnego. Założył jedną z pierwszych w kraju wywiadowni gospodarczych. W 2007 ponownie objął funkcję doradcy Komisji ds. Służb Specjalnych (z rekomendacji posłów Platformy Obywatelskiej), w 2008 wszedł w skład rady konsultacyjnej przy Centralnym Ośrodku Szkolenia ABW. Został wydawcą specjalistycznego biuletynu zajmującego się sprawami bezpieczeństwa międzynarodowego, praw człowieka i przestępczości zorganizowanej. Został również wykładowcą Centralnego Ośrodka Kadr ABW, Collegium Civitas i Uniwersytetu Warszawskiego.
Należał do Unii Wolności, od 2001 do 2004 był sekretarzem generalnym tej partii. Później był (do 2009) członkiem rady politycznej Partii Demokratycznej. W 2019 jako członek Nowoczesnej był kandydatem w wyborach do Sejmu z listy Koalicji Obywatelskiej.
W grudniu 2016 razem z Pawłem Białkiem, Krzysztofem Bondarykiem i Januszem Noskiem skierował prywatny akt oskarżenia przeciwko ówczesnej rzecznik prasowej Ministerstwa Obrony Narodowej, zarzucając jej pomówienie w związku z komentarzem dotyczącym organizowanej przez nich konferencji naukowej. Zarzut dotyczył m.in. stwierdzenia, że w konferencji wzięli udział „byli funkcjonariusze podejrzewani o współpracę ze służbami wrogimi Polsce i NATO”. Postępowanie zakończyło się w styczniu 2021 prawomocnym wyrokiem skazującym urzędniczkę na grzywnę.
W 2019 rzecznik praw obywatelskich Adam Bodnar powołał go w skład Komisji Ekspertów do spraw przestrzegania praw obywatelskich w działaniach służb specjalnych. W 2020 został członkiem rady honorowej Fundacji Instytut Społeczeństwa Otwartego. W tym samym roku wszedł w skład zespołu ekspertów przy senackiej Komisji Spraw Zagranicznych i Unii Europejskiej.

## Działalność publicystyczna
Autor artykułów dla prasy popularnej oraz publikacji naukowych z zakresu białego wywiadu i bezpieczeństwa międzynarodowego. W latach 90. prowadził w „Expressie Wieczornym” kolumnę Krótki kurs szpiegowania poświęconą sprawom bezpieczeństwa. Pisał także do „Gazety Wyborczej”, „Rzeczpospolitej” czy „Wprost”. Jest również autorem publikacji naukowych w „Przeglądzie Bezpieczeństwa Wewnętrznego”.
Autor książki Szósta rano. Kto puka? Jak ojczyzna Solidarności zmienia się w państwo policyjne (wydanej przez Wydawnictwo Krytyki Politycznej w 2018) oraz książki Pogarda. Dlaczego w Polsce rośnie liczba przestępstw z nienawiści (wydanej przez Znak Literanova w 2019). W 2019 wydawnictwo Czarna Owca wydało jego książkę pt. Krótki kurs szpiegowania, napisanej w formie rozmowy z Jasiem Kapelą. Był konsultantem i współpracownikiem Vincenta V. Severskiego w trakcie prac nad powieścią szpiegowską Christine. Powieść o Krystynie Skarbek, wydanej w 2019 przez wydawnictwo OsnoVa. Następne jego książki zostały wydane przez wydawnictwo Harde: Szpiedzy z papieru. Wszystkie grzechy polskich służb specjalnych wydana przez wydawnictwo Harde (2022) oraz Jedenaste: Nie daj się złapać. Poradnik knucia, oparty na radach byłych szpiegów (2023).
W 2020 został redaktorem naczelnym serwisu internetowego Obywatele.News.

## Życie prywatne
Wnuk Stanisława Mackiewicza, siostrzeniec Kazimierza Orłosia. Syn Władysława i Aleksandry. Zawarł związek małżeński z Bianką Mikołajewską; małżonkowie rozstali się.

## Odznaczenia i wyróżnienia
- Krzyż Oficerski Orderu Odrodzenia Polski – 2011[36]
- Krzyż Wolności i Solidarności – 2015[37]
- Srebrny Krzyż Zasługi – 1993[38][39]
- Odznaka Honorowa imienia gen. Stefana Roweckiego „Grota” – 2011
- Odznaka Zasłużony Działacz Kultury – 1999
- Złota Odznaka „Zasłużony dla Służby Celnej” – 2012[40]
- Nagroda im. Jerzego Zieleńskiego – 1989[41]